# Моберли (Мисури)
Моберли (енгл. Moberly) град је у америчкој савезној држави Мисури.

## Демографија
По попису из 2010. године број становника је 13.974, што је 2.029 (17,0%) становника више него 2000. године.
| Група             | 2000.          | 2010.          |
| Белци             | 10.695 (89,5%) | 11.876 (85,0%) |
| Афроамериканци    | 802 (6,7%)     | 1.357 (9,7%)   |
| Азијати           | 77 (0,6%)      | 81 (0,6%)      |
| Хиспаноамериканци | 199 (1,7%)     | 299 (2,1%)     |
| Укупно            | 11.945         | 13.974         |